# Het hol van de wolf
Het hol van de wolf is het vierde stripalbum uit de reeks Lefranc, bedacht en geschreven door Jacques Martin en getekend door Bob de Moor. 
Het verhaal startte in april 1970 in nummer 16 van stripblad Kuifje en liep tot en met nummer 38.
Het eerste album werd in 1974 uitgegeven door uitgeverij Casterman als softcover met nummer 1 in de serie Lefranc. De drie eerdere verhalen in de reeks, Het sein staat op rood, De vlammenzee en De giftige sneeuw werden het jaar erop als nummers 2, 3 en 4 uitgebracht.
De uitgave uit 1974 kent verschillende herdrukken, in ieder geval in 1975, 1978, 1981, 1986, 1990, 2002 en 2012.

## Het verhaal
In de vallei van Annifer wordt de laatste hand gelegd aan een stuwdam. Het dorpje Saint-Loup wordt geteisterd door vreemde aanslagen, waarbij een mysterieus teken van een wolfskop wordt achtergelaten en een sinistere lach door de bergen weerklinkt. Het gemeentebestuur heeft de journalist Guy Lefranc gevraagd dit mysterie op te lossen. Tijdens zijn aankomst wordt de grote brug opgeblazen die het dorp met de buitenwereld verbindt.
Lefranc raakt geïnteresseerd in het verlaten gebouw op een nabij gelegen bergtop. Het zijn de restanten van het Duivelshotel, jaren geleden gebouwd door een Engelsman. Maar zonder een kabelbaan vanuit het dorp werd het hotel een fiasco. Als Lefranc de berg beklimt, wordt een deel van de bergwand opgeblazen, maar Lefranc komt er zonder kleerscheuren vanaf.
De dag erna trekt Lefranc met twee gidsen naar het Duivelshotel. Door een sneeuwstorm raakt hij van hen gescheiden en overnacht in het Duivelshotel. 's Ochtends wordt hij gewekt door het geluid van een motor , de geur van koffie en radiomuziek. Hij treft in de keuken Belinda en Roy aan; hun vader bouwde het hotel. Het grootste probleem was de vergunning van de kabelbaan. Uiteindelijk stelde de gemeente voor dat zij de vergunningsaanvraag zou indienen als hun vader hier borg voor stond. Alleen vroeg de gemeente geen kabelbaan maar een skilift aan de andere kant van het dorp aan. Hun vader was bedrogen en pleegde zelfmoord. Zijn kinderen en hun neef Stirling besloten wraak te nemen op de middenstand van het dorp dat bedrog had gepleegd en het gegeven geld niet wilde terugbetalen. 
Lefranc wil graag bemiddelen, maar dan komt de neef, die werkt bij de stuwdam, aan en die zoekt alleen wraak. Hij sterft bij een vluchtpoging, maar bekent nog dat hij een bom in de stuwdam heeft geplaatst. Lefranc waarschuwt de hoofdingenieur van de dam en eist vervolgens van de burgemeester dat die het geld aan de Engelsen terugbetaalt anders publiceert hij hun verhaal. De bom wordt onschadelijk gemaakt, het geld teruggegeven en Lefranc vertrekt om aan de andere kant van een inmiddels gebouwde noodbrug Jeanjean en inspecteur Renard te ontmoeten, die hem wilden verrassen.